# Дестют де Траси, Антуан
Антуан-Луи-Клод Дестют, граф де Траси (фр. Antoine-Louis-Claude Destutt, comte de Tracy, 20 июля 1754, Парей-ле-Фрезиль в Бурбонне — 9 марта 1836, Париж) — французский философ, экономист, политический и общественный деятель, лидер движения «идеологов», создатель слова «идеология». Член Французской академии, Академии моральных и политических наук, Американского философского общества, пэр Франции, кавалер и командор Почётного легиона. Отец Виктора Дестюта де Траси.

## Биография

### При Старом режиме
Дестют де Траси принадлежал к дворянскому роду, ведущему начало от рыцаря Уолтера Стюта, младшего сына шотландского графа, прибывшего во Францию в 1420 году для службы в шотландской гвардии Карла VII и за военные заслуги пожалованного графством Ассей в Берри. К середине XVIII века дом Дестютов (варианты написания: Де Стюты, д’Эстюты) имел три ветви: графов д’Ассей, маркизов де Солминьяк, маркизов де Траси. Ветви де Траси принадлежали два замка с прилегающими землями: Траси в долине Луары и Парей-ле-Фрезиль в Бурбонне. В замке Парей-ле-Фрезиль де Траси родился и провёл значительную часть детства, а затем часто туда возвращался. Все его предки по отцовской линии на протяжении многих поколений были профессиональными военными. Отец будущего философа, участник многих сражений Семилетней войны, командир Фламандской конной гвардии (фр. gendarmes de Flandres) бригадный генерал (фр. устар. maréchal de camp) Клод-Луи-Шарль Дестют, маркиз де Траси, умер в 1762 году в возрасте 39 лет от последствий тяжёлых ранений, полученных в битве при Миндене. Мать Антуана Мари-Эмили, урождённая де Верзюр, происходила из семьи, имевшей итальянские корни и принадлежавшей к дворянству мантии, была хорошо образована, в парижском особняке своего мужа создала светский салон, где собирались старшие офицеры и генералы, дипломаты, епископы и кардиналы.
В детстве де Траси получил традиционное для аристократов домашнее образование, для чего были наняты несколько учителей, затем обучался в привилегированном военном учебном заведении — Артиллерийской школе в Страсбурге, где выделялся среди учеников атлетическими способностями, прекрасными навыками верховой езды и фехтования. Одновременно посещал в качестве вольнослушателя лекции по философии и естественным наукам в Страсбургском университете, много читал античных и современных авторов, восхищался Вольтером, для беседы с которым в 1771 году ездил в Ферней. В старости, вспоминая этот разговор, он сказал своей невестке, внучатой племяннице Ньютона Саре Ньютон де Траси: «Вольтер положил руку мне на голову, и я чувствую её там до сих пор».
В том же году 1771 году де Траси был принят во вторую роту королевских мушкетёров (так называемые «чёрные мушкетёры», по обязательной вороной масти коней). Две легендарные мушкетёрские роты были «кузницей» отборных офицерских кадров: успешно служившие в них дворяне через некоторое время производились в лейтенанты или, по рекомендации командования, сразу в капитаны. Уже через год де Траси стал капитаном кирасирского полка дофина. 16 декабря 1773 года был официально представлен ко двору. С весны 1774 года несколько месяцев исполнял обязанности советника королевского посла в Савойском герцогстве барона Шуазёля, старого друга своего отца, затем вернулся во Францию, где делил время между службой в полку, в мирное время не слишком обременительной, парижским салоном своей матери, поездками в Парей-ле-Фрезиль и балами и праздниками в Версале. В сохранившейся краткой служебной характеристике де Траси назван офицером «добросовестным и усердным, приверженным лучшим принципам военной субординации, пример следования которым он подает». В конце 1775 года, в 21 год, он стал подполковником (фр. устар. colonel en second) королевских кирасир. В 1776 году, после смерти своего деда, унаследовал родовой замок Траси (который, однако, никогда не посещал) и большое состояние. В 1779 году женился на Эмили-Луизе де Дюрфор де Сиврак (1759—1824) из младшей ветви рода Дюрфор-Сивраков, герцогов де Сиврак, де Дюра и де Лорж, состоявшей в родстве с герцогом Орлеанским и герцогом де Пентьевр и формально принадлежавшей к королевскому дому; на брачном контракте поставили свои подписи Людовик XVI и Мария-Антуанетта. По протекции герцога де Пентьевр был повышен в чине и назначен командиром образцового по выучке и дисциплине Пентьеврского пехотного полка, став одним из самых молодых полковников французской армии. Был награждён орденом Святого Людовика, который свидетельствовал о принадлежности кавалера к военной элите, хотя и не предполагал обязательного участия в боевых действиях. Вёл светскую жизнь, был популярен при дворе, где ввёл в моду изобретённый им самим вариант контрданса, получивший название «траси».
В высшем свете предреволюционной Франции было немало мыслящих и хорошо образованных людей, но де Траси, в отличие от большинства из них, не ограничивался знакомством с научными и литературными новинками, а стремился к личному общению с профессиональными учёными и интеллектуалами. Такое общество он нашёл в знаменитом салоне мадам Гельвеций, вдовы философа Гельвеция, одном из главных центров парижской умственной жизни, который называли «Академией Отейля» по названию престижного пригорода, где он располагался. В 1770-е годы его постоянными посетителями были д’Аламбер, Морелле и другие энциклопедисты, Кондильяк, Мабли, Тюрго, Кондорсе, Шамфор, посол США Франклин. В начале и середине 1780-х годов к ним присоединяются и знакомятся друг с другом представители нового поколения, в дальнейшем составившие ядро движения «идеологов»: аристократы де Траси и Вольней, врач Кабанис, юрист Гара, священник Дону, поэт и литературный критик Женгене, а также поэты Руше и Шенье, впоследствии вместе казнённые, и новый американский посол Джефферсон. Вскоре они образовали отдельный кружок, в котором обсуждались естественнонаучные, литературные, философские, экономические и политические вопросы. По своим политическим взглядам все будущие «идеологи» были сторонниками конституционной монархии и сочувствовали реформам Тюрго и Неккера.
Участие де Траси в политической деятельности началось в 1788 году, когда он вошёл в созданное Дюпором «Общество тридцати», объединявшее либерально настроенных аристократов (д’Эгийон, Лафайет, Мирабо, Талейран, Кондорсе, Ларошфуко-Лианкур, Монтескью-Фезенсак, Лепелетье де Сен-Фаржо, братья Теодор и Александр де Ламет, де Ноай, Вольней и др.) и буржуазных интеллектуалов (Гара, Сийес, Дюпон де Немур и др.).

### В годы Французской революции
В 1788 году де Траси избирают председателем окружной ассамблеи Мулена, заседания которой обычно проходили в его замке, и членом провинциальной ассамблеи Бурбонне, а в 1789 году — депутатом Генеральных штатов от дворянства Бурбонне. Начало революционных событий он воспринял с энтузиазмом, видя в них осуществление своих конституционно-монархических политических идеалов. Однако программа, которую он предлагал в ходе выборов своим избирателям, и их требования, изложенные в «Наказе депутатам от знати Бурбонне», были хотя и либеральными, но весьма умеренными, и де Траси вначале пытался выполнять свои предвыборные обещания, данные провинциальному дворянству. До революции он полагал, что переход от абсолютизма к конституционному строю должен происходить постепенно, путем взаимных уступок и компромиссов, и считал неприемлемым открытое пренебрежение волей короля. Поэтому, будучи по существу единомышленником 47 аристократов, перешедших 25 июня в зал третьего сословия, сам он сделал это лишь 27 июня, после соответствующего распоряжения Людовика XVI. Но поскольку сословное представительство было тем самым ликвидировано, а депутаты от сословий превратились в представителей нации, де Траси больше не считал себя связанным «Наказом» и с этого момента принял деятельное участие в борьбе за демократизацию французского общества. В частности, он был одним из инициаторов упразднения дворянских привилегий 4 августа 1789 года. При обсуждении декрета от 19 июня 1790 года об отмене титулов вместе с Лепелетье предлагал отказаться также от их использования в качестве второй части фамилии, но это предложение не прошло: «Маркиз Лепелетье де Сен-Фаржо и граф Дестют де Траси выступили с требованием, чтобы каждый гражданин носил только фамилию своей семьи и ни в коем случае не именовался по названию поместья. Лепелетье отказался от титулования „де Сен-Фаржо“ и просил называть себя отныне Луи-Мишель Лепелетье. Этому примеру, несмотря на призыв де Траси, однако, никто из депутатов не последовал». В том же году в Национальной типографии было издано в виде брошюры открытое письмо «Г-н де Траси г-ну Бёрку» — ответ на книгу «Размышления о Французской революции» английского парламентария-консерватора и известного публициста Э. Бёрка. Самой продолжительной речью де Траси в Учредительном собрании стало выступление по поводу положения в Сан-Доминго, неоднократно прерывавшееся аплодисментами и также изданное отдельной брошюрой.
Как депутат Учредительного собрания, де Траси не имел права баллотироваться в Законодательное собрание. В ноябре 1791 года он вернулся в департамент Алье, как стало называться бывшее герцогство Бурбонне, где был восторженно принят и абсолютным большинством голосов избран президентом директории, то есть главой исполнительной власти Алье. Однако дальнейшее развитие революции, которую он считал в основном завершённой, быстро разрушило все его политические иллюзии. Не желая быть проводником политики парижских радикалов, он обратился к новому военному министру де Нарбонну, своему однокашнику и другу, с просьбой о возвращении на военную службу. В феврале 1792 года, получив чин бригадного генерала, де Траси выехал на северную границу вместе с Лафайетом, который предложил ему должность командующего кавалерией своей армии Центра, а затем кавалерией Северной армии, насчитывавшей около 8000 сабель. Когда обвинённый в роялизме и предательстве революции Лафайет решил бежать из Франции, де Траси отказался его сопровождать и вернулся в Париж, где жил как частное лицо. Тогда же приобрел большой особняк с садом на улице св. Женевьевы в Отейле, по соседству с домами мадам Гельвеций, своего однокашника герцога де Шуазёль-Прален, мадам де Кондорсе. Впоследствии, после смерти мадам Гельвеций в 1800 году, в дом де Траси переместился центр «общества Отейля», или «общества идеологов». Вместе с Кабанисом занимался исследованиями нервной деятельности и обсуждением их философских аспектов. Между тем якобинцы департамента Алье потребовали от парижских властей его ареста «по подозрению в аристократизме», что позволило бы им конфисковать поместье Парей-ле-Фрезиль. 12 брюмера II года Республики (2 ноября 1793 года) де Траси был арестован прибывшим за ним в Отейль в сопровождении отряда солдат генералом Ронсеном и помещен в превращенный в тюрьму бывший монастырь кармелитов, снискавший печальную известность во время сентябрьских расправ 1792 года. В тюрьме провёл 11 месяцев, в заключении много играл в шахматы, изучал труды Локка и Кондильяка и в ожидании приговора «написал для самого себя краткое изложение тех истин, на которые они раскрыли мне глаза». 5 термидора Революционный трибунал внёс имя де Траси в список арестованных, приговор которым будет объявлен на следующем заседании 11 термидора; это заседание не состоялось в результате переворота 9 термидора. Через месяц после переворота, в вандемьере III года, де Траси был освобождён.
Вскоре его жизнь в очередной раз резко изменилась. В соответствии со статьей 298 новой Конституции III года и «законом Дону» от 3 брюмера IV года (25 октября 1795 года) в Париже взамен упразднённых двумя годами ранее королевских академий был учреждён Национальный институт наук и искусств. Распоряжением Директории от 30 брюмера IV года (20 ноября 1795 года) были назначены первые 48 членов Института, которые должны были кооптировать в Институт ещё 96 человек по своему выбору. В классе моральных и политических наук среди первых членов Института были Кабанис, Дону, Вольней, Гара, Женгене и другие друзья де Траси, хорошо знавшие о его философских интересах. Кабанис предложил принять де Траси в Институт и поручился, что в ближайшее время тот оправдает свое избрание выдающимися научными трудами. 30 плювиоза IV года (18 февраля 1796 года) де Траси, не имевший к тому времени ни одной опубликованной научной работы, неожиданно для самого себя оказался сначала ассоциированным, а затем (с 1800 года) действительным членом Института.
На новом поприще он быстро приобрел известность и как оригинальный мыслитель, и как энергичный организатор научной деятельности. Уже через два месяца, 2 флореаля (21 апреля), он выступает в Институте с публичным чтением своего «Мемуара о способности мышления», частично опубликованного затем в «Трудах Национального института наук и искусств за IV год Республики». «Мемуар» содержал критические замечания к теории ощущений Кондильяка и программу создания науки, объединяющей теорию познания, логику и теорию знаковых систем, которая одновременно являлась бы универсальной научной методологией. Эту науку он предложил назвать идеологией, то есть наукой об идеях, чтобы отличить её как от философии, которую де Траси отождествлял с метафизикой («поиском первых причин»), так и от психологии («науки о душе»). Выступление произвело настолько благоприятное впечатление на слушателей (в частности, на Талейрана, который его широко пропагандировал), что де Траси сразу же стали называть первым философом новой Франции, а в английских и голландских журналах были опубликованы подробные сообщения об этом событии. В 1796—1798 годах он прочёл ещё шесть публичных лекций, в которых отдельные вопросы теории познания и теории языка освещались с «идеологических» позиций, а также опубликовал свой вариант ответа на вопрос «Какими средствами можно утвердить в народе мораль?», предложенный Институтом для конкурсных работ (в конкурсе он не участвовал, так как был одним из его организаторов). Де Траси с самого начала рассматривал «идеологию» как коллективный проект, к участию в котором старался привлечь как членов Института, так и молодых учёных. Созданная в классе моральных и политических наук секция «Анализ ощущений и идей» проводила конкурсы на темы, которые считались наиболее значимыми для развития «идеологии» («Влияние знаков на формирование идей», 1799, «Влияние привычки на способность мыслить», 1800) благодаря чему были написаны первые философские работы Дежерандо, Мена де Бирана, П.-Ф. Ланслена, П. Прево и других авторов. Философские взгляды де Траси разделяли не только его коллеги в классе моральных и политических наук, но и многие члены двух других классов Института — математических и физических наук и литературы и изящных искусств. Влияние «идеологии» стало настолько значительным, что слова «идеологи» и «Институт» в этот период часто употреблялись как синонимы.
В 1798 году де Траси начал работать над своим главным трудом — «Началами идеологии». В это же время отвечавший за техническую подготовку Египетского похода генерал де Каффарелли дю Фальга от имени командующего экспедицией генерала Бонапарта предложил ему принять участие в походе, но не в качестве учёного, а в качестве строевого бригадного генерала. Де Траси взял два дня на размышление и в конце концов предпочёл остаться в Париже, чтобы иметь возможность написать книгу, отказавшись тем самым от продолжения военной карьеры. В том же 1798 году де Траси назначается членом Комитета народного просвещения при министерстве внутренних дел, который отвечал за реализацию реформы образования. В этом комитете, возглавляемом Дону, сам Дону, де Траси и Гара курировали «идеологические, моральные и политические науки», Палиссо, Домерж и Лебретон — литературу и изящные искусства, а Лагранж и Дарсе — математические и естественнонаучные дисциплины. С 1799 года, когда Дону был привлечён к работе над проектом новой Конституции VIII года, де Траси фактически исполнял обязанности главы комитета. Свои предложения по дальнейшему развитию реформы образования он изложил в «Заметках о существующей системе народного образования».

### При Наполеоне
К моменту возвращения Наполеона из Египта де Траси приобрел репутацию ведущего теоретика и одного из идейных лидеров движения либеральных интеллектуалов, стремившихся осуществить то, что они считали первоначальной целью революции — создать просвещенное, рационально устроенное, свободное общество, основанное на правовых началах и отвечающее природе человека как разумного существа. Хотя «идеологи» не имели реальной политической власти, их влияние было значительным, поэтому Наполеон, готовя переворот 18 брюмера, приложил большие усилия, чтобы заручиться их поддержкой. Первые годы Консульства казались временем политического триумфа «идеологии». Де Траси, а также его единомышленники Кабанис, Вольней и Гара становятся сенаторами, Дону — президентом Трибуната, Констан и Женгене — членами Трибуната, близкий к «идеологам» Лаплас — министром внутренних дел, и т. д. Сам Наполеон в эти годы демонстрирует свою приверженность идеям Просвещения, общественного договора и национального примирения, что полностью отвечало взглядам «идеологов». Де Траси связывает с наступившей эпохой надежды на реализацию идей просветителей.

Настоящий момент, когда люди наконец располагают огромным запасом приобретённых знаний, превосходным научным методом и полной свободой, есть начало совершенно новой эры их истории. Она будет эрой французской; и в ней мы предвидим такое развитие разума и такое приумножение человеческого счастья, о которых тщетно было бы пытаться судить, обращаясь к примерам из предшествующих веков, ибо не бывало ещё ничего подобного тому, что начинается теперь.
Оригинальный текст (фр.)Le moment où les hommes réunissent enfin un grand fond de connaissances acquises, une excellente méthode, et une liberté entière, est donc le commencement d' une ère absolument nouvelle dans leur histoire. Cette ère est vraiment l'ère française; et elle doit nous faire prévoir un développement de raison, et un accroissement de bonheur, dont on chercherait en vain à juger par l'exemple des siècles passés: car aucun ne ressemble à celui qui commence.
— Из введения ко второй части «Начал идеологии», 1803
Однако чем дальше, тем больше авторитарный стиль правления Наполеона становился несовместим с целями «идеологов». Нетерпимость первого консула к любым проявлениям независимости и выражению собственного мнения привела к конфронтации, продолжавшейся до конца правления Наполеона. После удаления из Трибуната Дону, Констана и Женгене (1802), ликвидации большинства газет и установления правительственного контроля над оставшимися изданиями Сенат стал единственным местом, где была возможна критика решений Наполеона. Во многом разделявший позицию «идеологов» президент Сената Сийес был, однако, крайне осторожен и сдержан, как и большинство других сенаторов. С возражениями и протестами обычно выступал де Траси, которого, как правило, решались поддержать всего несколько человек. В Сенате и при дворе Наполеона он получил прозвище «Упрямый де Траси» (фр. Têtu de Tracy вместо созвучного Destutt de Tracy), которое сохранилось за ним и позже, в эпоху Реставрации.
Со своей стороны, Наполеон с 1803 года неоднократно выражал неприязнь к «идеологии» и философии вообще. В том же году он упразднил класс моральных и политических наук Института, отстранил де Траси и других «идеологов» от руководства системой образования и изменил программу центральных школ, убрав из неё всеобщую грамматику и другие гуманитарные предметы. В 1808 году, когда де Траси был избран в восстановленную Французскую академию, Наполеон приказал своему ставленнику академику де Сегюру произнести речь против философии: «Монарх поручил ему разделаться с философией в Академии, в день приема в число ее членов графа Траси. Было забавно слышать, в каких высокопарных выражениях обер-камергер осуждал бедную философию». Тем не менее, де Траси одним из первых гражданских сановников стал кавалером (1803), а затем и командором (1804) ордена Почётного легиона. В 1808 году ему, как и другим сенаторам, был присвоен наследственный титул графа империи.
Отношения между Наполеоном и сенатской оппозицией стали ещё более напряжёнными в 1812 году в результате попытки переворота генерала Мале, объявившего, что он действует по поручению Сената. После ареста у Мале был обнаружен список предполагаемых членов нового правительства. Пост министра просвещения он собирался отдать де Траси; в списке фигурировали также Вольней, Гара и другие сенаторы-«идеологи». Хотя не имелось никаких свидетельств того, что они были осведомлены о планах Мале и как-то с ним связаны, и сам Мале был представителем нелегальной республиканской («якобинской»), а не либеральной оппозиции, Наполеон на заседании Государственного совета заявил, что именно деятельность «идеологов» является причиной всех несчастий Франции.

### При Реставрации и Июльской монархии

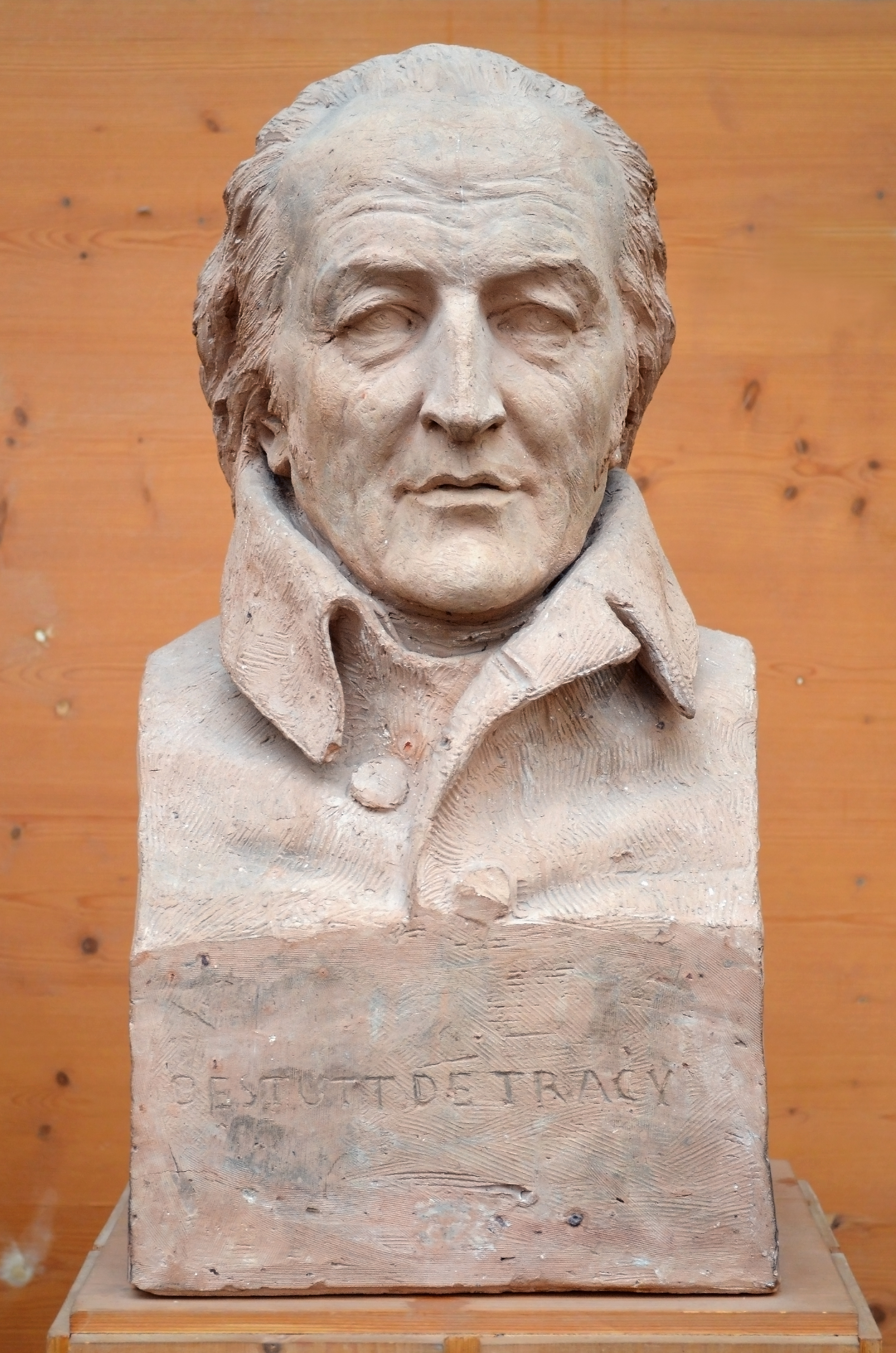
Дестют де Траси. Бюст работы Давида д’Анже. 1837

Де Траси был одним из 64 сенаторов, объявивших 2 апреля 1814 года о низложении Наполеона. Участвовал в обсуждении и принятии Сенатом конституционного проекта 6 апреля, отвергнутого Людовиком XVIII. Во время Ста дней не эмигрировал, но отказался приносить присягу Наполеону и не занимал никаких постов.
В июне 1814 года королевским ордонансом был восстановлен наследственный маркизат де Траси, а ему самому присвоен пожизненный титул графа-пэра Франции. В Палате пэров он занимал ту же позицию, что и в наполеоновском Сенате: был одним из лидеров либеральной оппозиции, резко протестовал против крайних проявлений роялистской реакции. Вместе с герцогом де Брольи основал «Общество друзей свободы печатного слова», выступавшее против цензуры. По-прежнему собирал у себя «общество Отейля», к которому присоединились несколько молодых литераторов и учёных (в частности, Стендаль, Гизо, Форьель; в течение своего пятилетнего пребывания в Париже в этот круг входил также Мандзони). Июльскую революцию воспринял с удовлетворением, как долгожданное осуществление своих неизменных либеральных конституционно-монархических политических идеалов. После воссоздания в 1832 году Академии моральных и политических наук играл в ней видную роль. В старости де Траси пришлось столкнуться с ожесточённой критикой «идеологии» со стороны представителей новых философских направлений, возникших и окрепших в период Реставрации: спиритуализма (де Местр, де Бональд, поздний Мен де Биран) и эклектизма (Кузен, Ройе-Коллар, Жуффруа), а также французских приверженцев немецкой классической философии, с растущим влиянием которой де Траси пытался бороться ещё в начале века (лекция «О метафизике Канта», 1802). За последние 22 года своей жизни де Траси не написал ни одной книги или статьи; отчасти это было связано с тем, что в 1814 году его зрение резко ухудшилось, хотя полностью он не ослеп.
Де Траси умер от инсульта в возрасте 81 года и был похоронен на парижском кладбище Пер-Лашез (участок № 10). Надгробные речи, полный текст которых опубликовал Journal des savants за 1836 год, произнесли 76-летний Дону и Флуранс. Во Французской академии кресло де Траси занял Гизо, в традиционной речи в честь предшественника назвавший его правопреемником философии XVIII века, унаследовавшим её славу, величие и высокий гуманизм, но также и её скептицизм. В Академии моральных и политических наук речь в память де Траси произнес историк Минье, впоследствии переработавший её в большую и насыщенную интересными подробностями биографическую статью. Эта работа, опубликованная в 1843 году, до сих пор используется всеми исследователями «идеологии».

## Де Траси, Лафайет и Джефферсон
Помимо Кабаниса, Дону, Вольнея, мадам де Кондорсе и других участников кружка «идеологов», ближайшими друзьями и политическими единомышленниками де Траси с ранней молодости и до конца жизни были Лафайет (с которым он к тому же породнился в 1802 году, когда дочь де Траси Франсуаза-Эмили вышла замуж за сына Лафайета Жоржа-Вашингтона дю Мотье, маркиза де ла Файет) и Джефферсон. С Джефферсоном после его возвращения в Америку де Траси поддерживал регулярную переписку на протяжении десятилетий (опубликована частично). По рекомендации Джефферсона был избран иностранным членом Филадельфийского (впоследствии Американского) философского общества. Когда в 1811 году наполеоновская цензура запретила публикацию книги де Траси «Комментарий к „Духу законов“ Монтескьё», он переслал рукопись Джефферсону, который перевёл её на английский и издал в США как сочинение анонимного французского автора, живущего в Америке. В том же году де Траси отправил Джефферсону в рукописи первый вариант «Трактата о воле и её проявлениях», который тот также перевёл и издал (правда, шесть лет спустя, когда во Франции уже вышла окончательная версия) под названием «Трактат о политической экономии». В американской историографии неоднократно поднимался вопрос о характере и степени влияния де Траси на мировоззрение Джефферсона.

## Воззрения
Хотя де Траси избегал слова «философия», «идеология» является именно философией в классическом (докантовском) смысле слова, она не противопоставляется позитивным наукам, а включает их в себя, потенциально охватывая всю сферу рационального знания. Именно в этом смысле де Траси называет её «теорией теорий»: она призвана прояснить общую природу всех наук, независимо от их предмета. Поэтому основой её является теория сознания («идеология в собственном смысле слова»), тесно связанная с семиотикой и теоретической лингвистикой. Вводя понятия знака и языка непосредственно в эпистемологию, де Траси пытался преодолеть противоположность картезианского и сенсуалистического подходов, добившись их синтеза. При этом его позиция все же ближе к сенсуализму, поскольку он отрицает существование врождённых идей и основой всех знаний считает ощущения, подвергающиеся затем различным преобразованиям. Способность ощущать первична и фундаментальна, её разновидностями являются память (способность ощущать воспоминания), рассудок (способность ощущать отношения) и воля (способность ощущать желания). Однако все эти естественные способности, имеющиеся также у животных, у человека приобретают качественно новые формы благодаря искусственным знакам, развившимся из первоначального «языка действий» и позволяющим образовывать и фиксировать сложные идеи.
В рамках «идеологии» обосновывается универсальный научный метод — «анализ идей и знаков», восходящий к методологии Кондильяка. Де Траси был одним из первых авторов, последовательно рассматривавших язык как знаковую систему, а лингвистику — как часть более общей науки о знаках, хотя слово «семиотика» не использовал (оно в ту эпоху имело другое значение — «симптоматика»). Язык является результатом бесчисленных актов анализа, выполненных предыдущими поколениями людей, с его помощью выполняются и в нём же фиксируются новые акты анализа, формирующие всё наше знание. Познание, таким образом, есть создание новых знаков и уточнение их значения. В теоретической лингвистике и философии языка де Траси выступает как один из последних представителей рационалистической «всеобщей грамматики» эпохи Просвещения, возникшей в XVII веке под влиянием картезианства (начало этой традиции положила «Грамматика Пор-Рояля»). В то же время, поскольку он, в отличие от предшественников, рассматривает язык не только как средство выражения идей, но и как необходимое условие их формирования и исследует влияние языка на мышление, его взгляды во многом предвосхищают философию языка XX века и потому стали предметом многочисленных современных историко-научных исследований.
Остается дискуссионным вопрос, был ли де Траси атеистом, агностиком или верующим католиком (о последнем свидетельствует тот факт, что после смерти жены он построил в своем поместье церковь, разобрав для этого башню замка, и часто её посещал). Во всяком случае, он был политическим и идейным противником клерикализма, сочувственно относился к попыткам научного объяснения происхождения религии и критически оценивал проявления иррационализма и мистицизма не только в философии, но даже в художественной литературе предромантизма. Подобно тому как Лаплас утверждал, что астрономия не нуждается в понятии бога, а Кабанис считал, что неврология не нуждается в понятии души, де Траси полагал, что без религиозных и метафизических концепций должна уметь обходиться любая наука, в этом и заключается её научность. В эпоху Реставрации это навлекло на него многочисленные обвинения в атеизме и материализме, на которые де Траси не считал нужным отвечать. В то же время встречающаяся в некоторых советских справочных изданиях его характеристика как «вульгарного материалиста» представляется необоснованной. Помимо своих последователей-«идеологов», а затем позитивистов, он оказал значительное методологическое влияние также на своих консервативных оппонентов Мена де Бирана, Бональда, Кузена, взгляды которых известный французский историк философии Ф. Пикаве называл «той же идеологией, только христианской и спиритуалистической». Очевидно, что такое влияние было бы невозможным, если бы материализм составлял суть «идеологии». Фактически весь материализм де Траси сводится к короткому указанию, что причиной возникновения ощущений является раздражение нервной системы; больше он к этому вопросу не возвращается и рассматривает ощущения исключительно как факты сознания, вне всякой связи с их материальным субстратом, в противоположность подходу вульгарных материалистов.
Экономические взгляды де Траси, изложенные в первой части «Трактата о воле и её проявлениях» и впоследствии резко критиковавшиеся Марксом, являются органической составной частью его философии. Понятие собственности непосредственно выводится из понятия индивидуальности, поскольку каждый обладает неотчуждаемой собственностью на своё «я».

По поводу собственности был устроен настоящий судебный процесс, приводились доводы за и против неё, как будто от нашего решения зависит, быть или не быть собственности в этом мире; это свидетельствует о полном непонимании природы человека (…) Для целей морали или экономики столь же бесполезно спорить о том, не лучше ли, чтобы никто из нас не имел собственности, как бесполезно для целей грамматики исследовать вопрос, не предпочтительнее ли было бы, чтобы мы не создавали никаких знаков для наших идей и чувств. В любом случае это то же самое, что спрашивать, не желательно ли, чтобы мы были чем-то совсем иным, чем то, что мы есть, или даже выяснять, не лучше ли было бы, если бы нас вовсе не было".
Оригинальный текст (фр.) On a instruit solennellement le procès de la propriété, et apporté les raisons pour et contre, comme s'il dépendait de nous de faire qu'il y eût ou qu'il n'y eût pas de propriété dans ce monde ; mais c'est là méconnaître tout à fait notre nature. (…) Il est donc tout aussi inutile, à propos de la morale ou de l'économie, de discuter s'il ne vaudrait pas mieux que rien ne fût propre a chacun de nous, qu'il serait à propos de la grammaire, de chercher s'il ne serait pas plus avantageux que nos actions ne fussent pas les signes des idées et des sentiments qui nous les font faire. Dans tous les cas, c'est demander s'il ne serait pas désirable que nous fussions tout autres que nous ne sommes ; et même c'est chercher s'il ne serait pas mieux que nous ne fussions pas du tout.
— Из введения к «Трактату о воле и её проявлениях», 1815
Точно так же чисто дедуктивным образом из теории способностей выводятся понятия обмена, стоимости, накопления, капитала и т. д. Использование капитала может быть производительным, при которым он воспроизводится и приумножается, или бесплодным, как в случае ренты. Соответственно, различаются «деятельные предприниматели», использующие труд «производительных рабочих» таким образом, что он становится максимально полезным, и «богачи», оплачивающие непроизводительный труд (потребление развлечений и т. д.). Экономический анализ должен показать связь между общественным богатством и тем или иным использованием человеческих способностей, поскольку именно они являются единственным первоначальным богатством и источником всех остальных богатств. Рассматривая вопрос о роли государства в экономике, де Траси приходит к выводу о бесполезности его вмешательства, и обосновывает политику экономического либерализма.

## Труды
Главной работой де Траси являются четырёхтомные «Начала идеологии» (фр. Élémens d’Idéologie, вариант перевода — «Основы идеологии», механический перевод «Элементы идеологии» неверен). Первый том, который в первом издании был озаглавлен «Проект [курса] начал идеологии для центральных школ», был опубликован в 1800 году. В названии остальных томов и в переизданиях слова «проект» и «для центральных школ» были убраны, поскольку в 1803 году решением Наполеона из программы центральных школ исключалась всеобщая грамматика, которую де Траси предлагал дополнить или заменить курсом идеологии. Соответственно изменился и стиль изложения: в первой части де Траси обращается к молодым людям и пытается объяснять материал в предельно доступной форме, в остальных томах используется обычный научный стиль того времени. Во втором издании первого тома был добавлен подзаголовок «Часть I. Идеология в собственном смысле слова». Второй том, «Грамматика», вышел в 1803 году, третий, «Логика» — в 1805. В 1815 году к ним прибавился четвёртый том, не предусмотренный первоначальным планом книги — «Трактат о воле и её проявлениях». «Начала идеологии» при жизни автора выдержали четыре переиздания и были переведены на итальянский, затем неоднократно переиздавались во второй половине XIX, XX и в начале XXI века.
Помимо «Начал идеологии» и упомянутых выше работ, перу де Траси принадлежат «Принципы логики, или собрание фактов касательно человеческого разума», а также несколько небольших статей, рецензии, предисловия и комментарии к работам других авторов и т. д. Из публичных лекций, читавшихся им в 1799—1800 годах, в «Трудах Национального института наук и искусств» за 1800 год были опубликованы три: «Рассуждение о некоторых вопросах идеологии, содержащее новые доказательства, что именно ощущение сопротивления дает нам знание о телах…»), «Размышления о проектах пазиграфии», «Рассуждение о существовании и о гипотезах Мальбранша и Беркли об этом предмете». Работа «О любви», в XX веке ставшая наиболее популярным текстом де Траси, представляет собой последнюю главу «Трактата о воле», сильно сокращенную автором во французском издании, но полностью вошедшую в итальянский перевод, сделанный с рукописи. Во Франции она была впервые напечатана в 1926 году в обратном переводе с итальянского, в 2003 году Клод Жоли обнаружил рукопись с её оригинальным текстом. В XX веке в разные годы была опубликована также часть обширной переписки де Траси. В 2011 году парижское издательство Librairie Philosophique J. Vrin приступило к изданию первого Полного собрания сочинений де Траси в восьми томах под редакцией Клода Жоли.

### Полное собрание сочинений
- Œuvres complètes en 8 volumes / Cl. Jolly (éd.). Paris: Librairie Philosophique J. Vrin, 2011—2017.

### Переводы на русский язык
- Основы идеологии. Часть первая: Идеология в собственном смысле слова / Д. А. Ланин (перевод, предисловие, комментарии). М.: Альма Матер, Академический проект, 2013. 334 с.
- Элементы Идеологии. Ч.1. Идеология в собственном смысле слова. Гл. 11. Размышления о предшествующем и о способе Кондильяка анализировать мысль / А. С. Иванова (перевод) // Вопросы философии. 2013. № 8. С. 149—154.
- Элементы идеологии. Главы о языке и дискурсе (Ч. 1, гл. XVI; Ч. 2, гл. I.) / Е. Е. Ланина (перевод, послесловие) // Метафизические исследования. Вып. 11: Язык. СПб.: Алетейя, 1999. С. 171—198.
- Систематическое извлечение, вместо подробного оглавления // Кабанис П. Отношения между физическою и нравственною природою человека, с систематическим извлечением Дестют-Траси и со статьею переводчика [П. А. Бибикова] «Значение Кабаниса в науке о человеке». В 2-х тт. Т. I. СПб., 1865. С. 16—21.